# Легка, мов пір'їнка
«Легка, мов пір'їнка» (англ. Feathered Dreams) — український фільм режисера Андрія Рожена, у якому 30-річний українець є й автором сценарію, і режисером, і виконавцем однієї з головних ролей. Легка, як пір'їнка стала першою стрічкою, знятою Україною у співпраці з Нігерією. Головна тема фільму — проблема расизму в Україні.

## Опис
Шаде, дівчина з Ніґерії, приїжджає до Києва навчатися на лікаря. Так захотіла її мати. Вона ж мріє бути співачкою. Та якось на ніґерійку напали скінгеди, і її рятує український хлопець. Ця подія змінює життя дівчини. Така ось сюжетна лінія стрічки. Андрій Рожен розповідає, що, пишучи сценарій, спирався на реальні історії: «Їх мені розповіли друзі-ніґерійці, які живуть в Україні. В основі сюжету — реальна історія дівчини-ніґерійки. Її тато загинув. Мама наполягала, щоби дівчина стала лікарем, як батько. А вона хотіла бути актрисою».
Восени у світовий прокат вийшов фільм Андрія Рожена «Легка, мов пір'їнка». Першими стрічку побачили американці, потім відбувся європейський реліз, а вже потім, нарешті картину показали на екранах Ніґерії.
Свою стрічку Андрій Рожен робив саме для африканського глядача. Він, каже, трохи знайомий із ніґерійською культурою: «Двічі бував у цій країні. Вивчав, яка тематика фільмів у них переважає. Переважно це — соціальні теми. СНІД, розбій, бідність. У ніґерійських фільмах часто отруюють один одного. Але їх не цікавлять фільми жахів чи науково-популярні стрічки. Тема расизму теж присутня. Якщо фільм — про еміґрантів: ніґерійці серед тих національностей, які найбільше міґрують. У таких фільмах піднімається тема соціалізації, пошуку роботи в чужому середовищі».

## Цікаві факти
- У Ніґерії мати має великий авторитет, більший, ніж батько, каже автор стрічки. І все ж таки дівчина пішла супроти материнської волі: покинула університет на 3-му курсі, працювала на різних роботах. І таки стала актрисою. Нині вона знімається у багатьох російських фільмах. Грає переважно епізодичні ролі, але поряд із провідними акторами.
- Інша історія — про те, як на мулатку напали скінгеди. Вона — напівукраїнка. Її переслідували з метро на столичному вокзалі. Дівчина зверталася до багатьох людей по допомогу. І до міліціонерів — теж. Вони її зіґнорували. Підбігала до чоловіків, просила, щоби хтось із них прикинувся її хлопцем. Один таки відгукнувся. «Любовна лінія у фільмі — моя власна, — додає Андрій Рожен. — Колись сам зустрічався з мулаткою».
- Але, загалом, фільм — не про расизм. «Під час роботи намагався не перегнути палки, — пояснює режисер. — Боявся зобразити українців расистською нацією. Щоби люди не подумали, наче в нас тут тільки марширують і „зіґують“. Із проблемою расизму можна зустрітися будь-де. Це — не суто українська тема».
- Режисер намагався зробити «Легку, мов пір'їнка» цікавою для африканського глядача. У Ніґерії з кінематографом незрівнянно краще, ніж в Україні, стверджує він. «У нас, щоправда, — якісніше кіно, — зауважує автор стрічки. — Але в них є кіноринок. Хоча середній бюджет фільму — 70—80 тисяч доларів. Але в рік вони випускають 1 200 картин. Це — другий за розміром ринок. Перший — Болівуд. Третій — Голівуд. Навіть якщо ніґерійці еміґрують, то все одно продовжують дивитися своє кіно. У США можна зустріти спеціалізовані крамниці, де продаються диски саме з ніґерійськими стрічками».
- Цікаво, що всі зйомки відбувалися в Україні. Переважно в Києві. Деякі кадри, що імітують Ніґерію, — фільмувалися в Криму. Знімальний період тривав 30 днів. Задум настільки неординарного для України фільму належить кіноінвестиційній компанії Highlight Pictures. На 95 % — це стрічка українського виробництва. Лише головна актриса Омонія Обол — із Ніґерії. "Вона там дуже популярна, — хвалиться Андрій Рожен. — Знімається майже в усіх блокбастерах. Деякі другопланові ролі виконували ніґерійці. Один із головних героїв — американець. Продюсерська команда та знімальна група — українські.
- Усі пісні героїні виконувала Гайтана. Співачці імпонує головна героїня, тому вона з легкістю написала музику: «Коли мені запропонували написати саундтрек до фільму „Легка, як пір'їнка“, я відразу ж почала активно переглядати епізоди цієї кінороботи, прочитала сценарій і зрозуміла, що історія головної героїні дуже близька моєму серцю. Перебуваючи під враженнями від фільму й історії, яку він розповідає, я й написала пісню My Everything. Це було не замовлення по роботі, пісня народилася за лічені миті й вийшла абсолютно щирою… Коли я її писала, то проводила паралель між собою та головною героїнею. Ми з нею дуже схожі… Я також, як вона, шалено любила музику й боролася за право стати одним цілим із нею. Лише музика здатна подарувати новий шлях, свободу, легкість. Я вклала в цю пісню всі емоції, увесь трепет свого серця й любов. Я намагалася передати всю емоційність і настрій фільму. Упевнена, „Легка, як пір'їнка“ і пісня My Everything, яка стала саундтреком до цієї чудесної кінокартини, знайдуть відгук у мільйонах сердець по всьому світу».
- Андрій Рожен тим часом уже готується до нової роботи: у вересні зніматиме короткометражний фільм «Солов'ї, солов'ї». Історія стосується 1944 року, періоду, коли радянські війська ввійшли в Румунію. "Фільм показуватимемо на фестивалях і телебаченні. Також працюємо над документальною стрічкою про госпіси, лікарні для невиліковно хворих людей, — ділиться планами на майбутнє український режисер.